# مارسيل هوتيكه
مارسيل هوتيكه (بالألمانية: Marcel Höttecke)‏ (مواليد 25 أبريل 1987 في ليبستادت - ألمانيا الغربية) لاعب كرة قدم ألماني يلعب حاليا لصالح نادي الدرجة الأولى بروسيا دورتموند الألماني منذ 2007 في مركز حارس مرمى .

## روابط خارجية
- مارسيل هوتيكه على موقع قاعدة بيانات كرة القدم.إي يو (الإنجليزية)
- مارسيل هوتيكه على موقع بيانات كرة القدم. دي إي (الألمانية)
- مارسيل هوتيكه على موقع عالم كرة القدم.نت (الإنجليزية)